# Brian Sandoval
Brian Edward Sandoval (ur. 5 sierpnia 1963 w Redding) – amerykański polityk, członek Partii Republikańskiej, gubernator Nevady od 2011 do 2019.